# Ringhofferovi

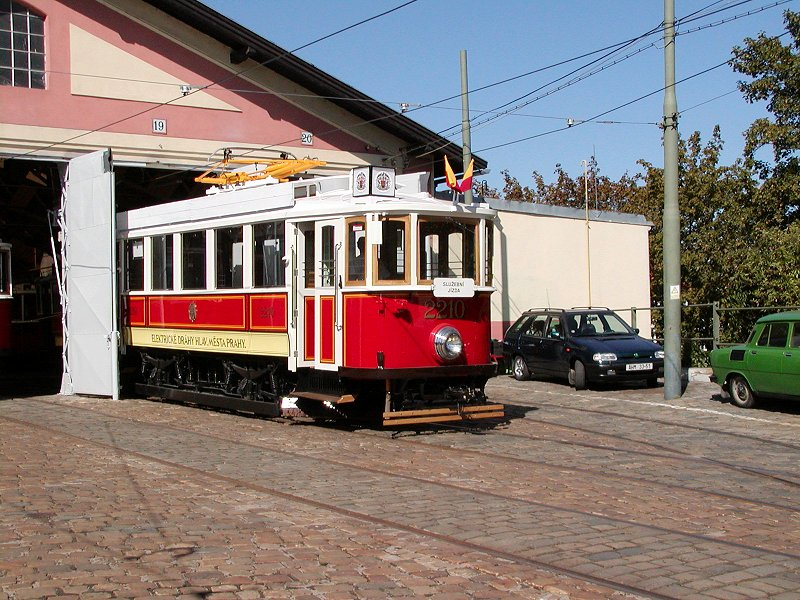
Pražská tramvaj vyrobená v roce 1930 Ringhofferovými závody

Ringhofferovi byla pražská německá rodina podnikatelů a průmyslníků. Zprvu vyráběli pivovarské a cukrovarnické zařízení, později železniční vagony a tramvaje. Jejich Ringhofferovy závody byly jedním z největších průmyslových závodů v Rakousko-Uhersku. Po sloučení s kopřivnickou vagónkou nesl podnik od roku 1936 název Ringhoffer–Tatra a po druhé světové válce byl znárodněn pod jménem Tatra. Původní smíchovská vagónka se posléze v roce 1963 stala součástí ČKD jako ČKD Tatra.

## Historie
František Ringhoffer byl kotlář z Müllendorfu u Eisenstadtu (Burgenlandsko), který po vyučení ve Vídni roku 1769 odešel na vandr do Prahy a po složení mistrovských zkoušek si založil v Platnéřské ulici na Starém Městě dílnu na výrobu pivovarských kotlů. Později se stal starostou kotlářského cechu, od roku 1793 městským starším a radním. Po jeho smrti roku 1827 dílnu převzal jeho syn Josef Ringhoffer, který už roku 1820 zřídil kovárnu mědi (hamr) v Kamenici u Jílového a začal vyrábět i cukrovarská zařízení – dnes firma Strojmetal Kamenice s.r.o.

### František Ringhoffer II.
Po jeho smrti roku 1847 továrnu ve věku 30 let převzal jeho syn František Ringhoffer II. (1817–1873), který ji přestěhoval na Nové Město, do dnešní Opletalovy ulice a roku 1852 založil výrobu železničních vagonů na Smíchově. První nákladní vagon byl vyroben 1854, tendr 1857 a osobní vagon 1863. Roku 1870 vyrobila firma také první osobní výtah v českých zemích, na zámku v Zákupech. V letech 1861–1865 byl Ringhoffer starostou města Smíchova, o nějž se neobyčejně zasloužil a roku 1862 byl vyznamenán Rytířským řádem Františka Josefa. Už roku 1854 založil pro své dělníky jako jeden z prvních nemocenské pojištění a roku 1870 penzijní fond. V letech 1861–1873 byl (s přestávkou) poslancem Českého zemského sněmu a roku 1872 získal Řád železné koruny, což znamenalo také povýšení do šlechtického stavu. V roce 1871 nechal znovu založit Velkopopovický pivovar, jehož otevření se nedožil. Když 23. března 1873 zemřel, odkázal svým třem synům továrny, panství a zámky v Kamenici, Štiříně, Kostelci u Křížků a Velkých Popovicích.

### František Ringhoffer III.

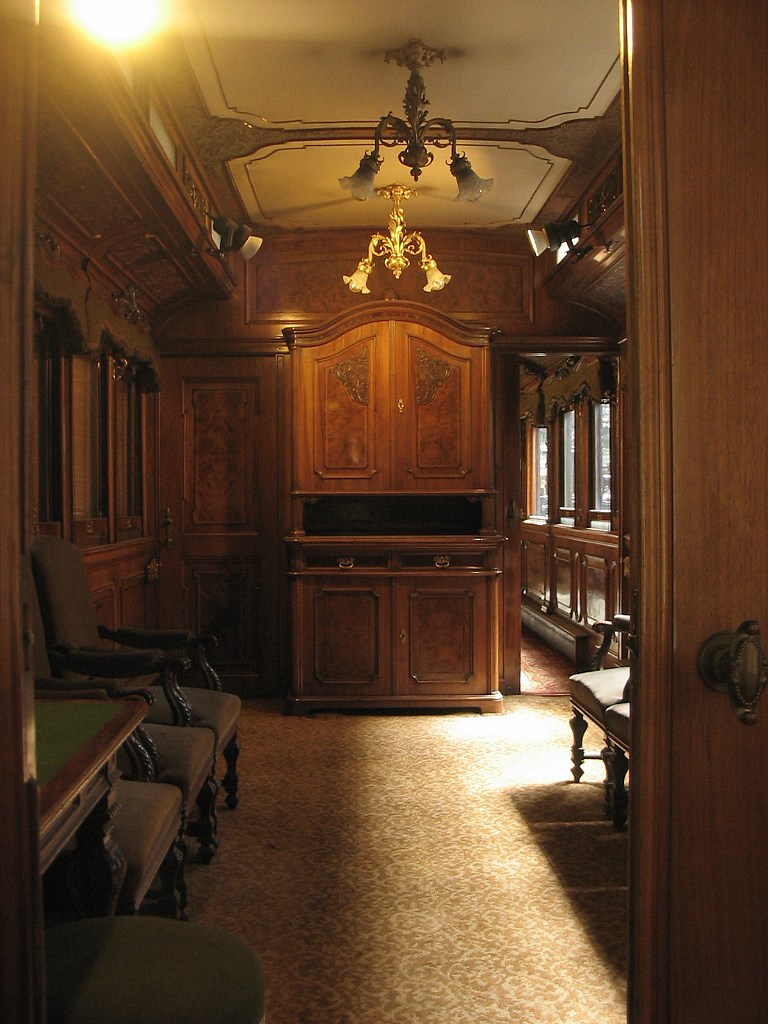
Salonní vůz od firmy Ringhoffer

Vedení továren se ujal nejstarší František Ringhoffer III. Narodil se 22. listopadu 1844, vystudoval vojenskou akademii a do roku 1873 sloužil v císařské armádě jako důstojník. Přestěhoval i mědikoveckou výrobu ze Starého Města na Smíchov, rozšířil cukrovarskou výrobu i hamr v Kamenici. Pro zaměstnance zřídil úrazový fond, fond pro pozůstalé, knihovnu a učňovskou školu. Základem úspěchu firmy bylo dokonalé řemeslné zpracování všech výrobků. Za F. Ringhoffera III. se nejvíce rozvinula výroba osobních i nákladních vagonů a v letech 1874–1880 jich továrna vyvezla 4500. Roku 1891 vyrobila salonní vlak pro rakouského císaře, v dalších letech i pro rumunského krále a tureckého pašu, jídelní vozy pro belgickou společnost Wagons-Lits, vagony pražských tramvají, petřínské lanovky, chladicí zařízení a mnoho dalšího. Byl poslancem Českého zemského sněmu (od roku 1876) a od roku 1892 doživotním členem Panské sněmovny ve Vídni. Zemřel 23. července 1909.

### Ve 20. století
Firmu převzal jeho syn inženýr František Ringhoffer IV. (31. května 1874–29. února 1940). Od roku 1911 se firma stala akciovou společností Ringhofferovy závody a během první světové války vyrobila přes 20 tisíc vagonů. Později, když koupila i automobilku v Kopřivnici, jmenovala se Ringhoffer-Tatra a postupně ovládala i další vagonky a elektrotechnické firmy v ČSR (Moravskoslezskou vagónku ve Studénce, Waggonfabrik Bohemia v České Lípě, Továrnu na vozy v Kolíně, Elektrotechnickou továrnu Sousedík ve Vsetíně). Stala se tak vůbec největším výrobcem vagónů na světě. V letech 1929–30 firma Ringhofer vyrobila salonní vůz Aza 80 pro prezidenta T. G. Masaryka. Roku 1938 se rodina přihlásila k německé národnosti a poslední člen dynastie Ringhofferů, JUDr. Hanuš Ringhoffer zemřel v prosinci 1946 v internaci v Mühlberg an der Elbe.
Po znárodnění v roce 1945 vystupoval původní závod na Smíchově ve svazku centrálně řízených vagónek pod názvem Vagonka Tatra Smíchov s dosavadním výrobním programem – osobní i nákladní železniční vozy, tramvaje, trolejbusy – až do roku 1963, kdy byl přeřazen do nově ustaveného oborového podniku ČKD Praha jako závod ČKD Tatra. Výroba železničních vozů byla záhy ukončena a kromě krátké kooperace na výrobě motorových lokomotiv se závod definitivně orientoval na výrobu tramvají. Přestože firmu koupila společnost Siemens, závod v Praze zanikl v roce 2011.

### Ve 21. století

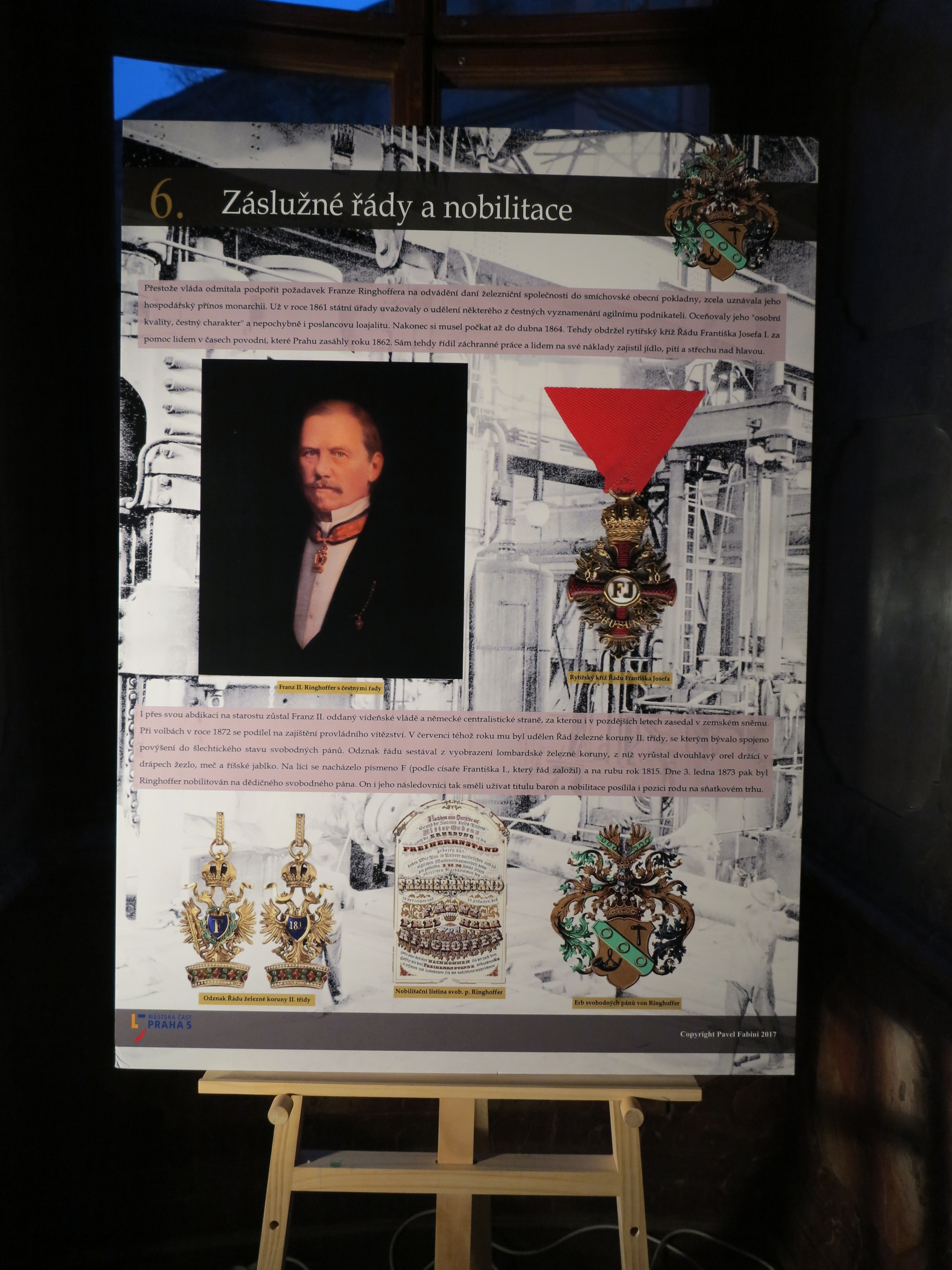
Jeden z panelů výstavy o Ringhofferech.

U příležitosti 200. let od narození Františka II. Ringhoffera proběhla na Smíchově v galerii Portheimka výstava nazvaná Ringhofferové. Historik Pavel Fabini, autor výstavy, zde zachytil vývoj rodového podnikání Ringhofferů a jejich politické a kulturní aktivity.

## Hrobka
Monumentální hrobka rodiny Ringhofferů s ukřižovaným Kristem od Josefa Václava Myslbeka se nachází v Kamenici u Prahy.

## Rodokmen
děd Jakob Ringhoffer (1673-1732)
otec Martin Ringhoffer (1714-1786); m. Magdalena Küchlerová
- František Ringhoffer I. (1744–1827); m. 1) Johana Marschaková (+ 1781); m. 2) Elisabeth Pakeny (1762–1801)
  - Johana Ringhofferová (1775–?); m. Václav Johan Krach
  - Magdalena Ringhofferová (1777–?); m. Ferdinand Laufberger
  - Marie Františka Ringhofferová (1779–1825); m. Martin Ringhoffer (1780–1838)
  - Františka Ringhofferová (1781–1854)
  - Josef Ringhoffer (1785–1847); m. Johana Körblová (1794–1871)
    - Amálie Ringhofferová (1816–1884); m. Antonín Scheibner
    - František Ringhoffer II. (1817–1873); m. Josefína Schallowetzová (1822–1896)
      - František Ringhoffer III. (1844–1909); m. Františka svobodná paní Klein von Wisenberg (1853–1940)
        - František Ringhoffer IV. (1874–1940); m. Leopoldina sv. p. Ringhofferová (1879–1956)
          - Elisabeth Ringhofferová (1901–1967); m. Rudolf hrabě Serényi (1902–1954)
            - Franz-Gabriel Serényi-Ringhoffer (1927–1945)
            - Hans Karl Serényi-Ringhoffer (1928–1993); m. Brigitta Schmelová (1930–2004)
              - Corinna Serényi-Ringhoffer (* 1960)

            -  Anton Johann Serényi-Ringhoffer (* 1938); m. Elke Bechtoldová (* 1943)

          -  František Ringhoffer V. (1902–1937); m. Marie Karolina svobodná paní Nádherná z Borutína (1915–2004) m. 2) Ottokar hr. Haugwitz (1902–1989)

        - Leopoldina Ringhofferová (1878–1945); m. Ervín Nádherný z Borutína (1876–1944)
        - Alfréd Ringhoffer (1880–1938); m. Maria Ana hraběnka Nostitz-Rieneck (1882–1952)
          - Marie Anna Františka Ringhofferová (1905–1932)
          - Anna Maria Ringhofferová (1907–1981); m. Max rytíř Froschmair von Scheibenhof (1901–1982)
          - Leopoldina Ringhofferová (1909–1976); adopt. Felixová
          - Selina Ringhofferová (1911–1953); m. Vojtěch hr. Schönborn (1881–1946)
          -  Marie Christiana Ringhofferová (1918–2006); m. Peter rytíř von Doderer (1909–1998)

        -  Hanuš Ringhoffer (1885–1946)

      - Emanuel Josef Ringhoffer (1848–1923); m. Bedřiška svobodná paní Klein von Wisenberg (1855–1936)
        - Leopoldina Ringhofferová (1879–1956); m. František Ringhoffer IV. (1874–1940)
        - Josefína Ringhofferová (1881–1922); m. Josef svobodný pán Nádherný z Borutína (1882–1970)
        - Bedřich František Ringhoffer (1884–1945); m. Aline Emilie Pauline von Seybel (1891–1957)
          -  Ferdinand Václav Ringhoffer (1919–1991); m. Arminia Waltraut Klingerová (1924–2015)
            -  Emanuel Josef Ringhoffer (* 1950)

        -  Felix Emanuel Ringhoffer (1891–1954); m. Růžena Pazourková (1912–1995)

      - Viktor Ringhoffer (1854–1922); m. Marie svobodná paní Klein von Wisenberg (1858–1951) m. 1) Karel sv. p. von Ludwig
      -  Emma Maria Johana Ringhofferová (1858–1947); m. František svobodný pán Klein von Wisenberg (1851–1930)

    - Anna Ringhofferová (1818–1823)
    - Karolína Ringhofferová (1819–1823)
    - Juliana Ringhofferová (1819–?), dvojče Karolíny; m. Adolf Straširybka
    - Josef Ringhoffer (1821–1878)
    - Johana Ringhofferová (1822–1824)
    - Emanuel ryt. Ringhoffer (1823–1903); m. Hedvika Klapsová (1827–1912)
      - Amálie Ringhofferová (1852–1938)
      -  Luisa Ringhofferová (1860–1932)

    - Vilém Ringhoffer (1826–1885); m. Helene Burmester
      - Karel František Ringhoffer (1854–1906)
      - Johana Marie Elisabetha Ringhofferová (1856–?); m. Karel rytíř Berger von Bergenthal
      - Vilém Adolf Ringhoffer (1858–1863)
      - nejmenované dítě (1863)
      - Helena Josefína Ringhofferová (1865–1866)
      - Olga Josefína Ringhofferová (1868–1926); m. Hermann Heinrich Burmester (1854–1934)
      -  Marta Amálie Ringhofferová (1870–1968); m. Gerhard Burmester (1865–1939)

    - Sofie Johana Ringhofferová (1827–1870); m. Karel Krach
    - Marie Františka Ringhofferová (1829–1830)
    - Ludvík Ringhoffer (1831–1833)
    - Františka Serafínská Ringhofferová (1833–?); m. Karel Hugo Schmackpfeffer
    -  Pavlína Johana Ringhofferová (1838–1841)

  - Anna Ringhofferová (1788–?); m. Jan Václav Suchánek
  - Jan Křtitel Ringhoffer (1790–1792)
  - Jan Křtitel Ringhoffer (1792–1794)
  - Antonia Františka Ringhofferová (1795–?); m. Jan Zeidler
  -  Karolina Anna Ringhofferová (1798–1799)